# Serdaraly Ataýew
Serdaraly Myratalyýewiç Ataýew, ros. Сердарали Мураталиевич Атаев, Sierdarali Muratalijewicz Atajew (ur. 14 grudnia 1984, Turkmeńska SRR) – turkmeński piłkarz, grający na pozycji napastnika.

## Kariera piłkarska

### Kariera klubowa
W 2010 rozpoczął karierę piłkarską w klubie Ahal FK. W 2011 przeszedł do klubu Altyn Asyr Aszchabad. W 2013 został piłkarzem uzbeckiego Dinama Samarkanda, ale nie zagrał żadnego meczu i po pół roku odszedł do Ahal FK. Latem 2014 przeniósł się do Balkanu Balkanabat. W 2016 zasilił skład Energetika Mary.

### Kariera reprezentacyjna
W 2011 debiutował w reprezentacji Turkmenistanu.

## Sukcesy i odznaczenia

### Sukcesy piłkarskie
Ahal FK
- zdobywca Pucharu Turkmenistanu: 2013
- zdobywca Superpucharu Turkmenistanu: 2014

Altyn Asyr Aszchabad
- finalista Superpucharu Turkmenistanu: 2011

Balkan Balkanabat
- wicemistrz Turkmenistanu: 2015
- finalista Pucharu Turkmenistanu: 2014